# ゼロカラン
ゼロカランは、吉本興業に所属する日本のお笑いコンビ。

## メンバー
ワキユウタ（1995年11月10日 - ）（29歳）
ツッコミ担当。立ち位置は向かって左。旧芸名：ワキ。
大阪府出身。大阪芸術大学舞台芸術学科卒業。身長163 cm、体重77 kg、血液型O型。
高校時代にアメフトで全国ベスト4を経験した。

たいが（1995年6月24日 - ）（30歳）
ボケ担当。立ち位置は向かって右。旧芸名：たいが野呂。
大阪府箕面市出身。身長180 cm、体重68 kg、血液型A型。
サンミュージックブレーン大阪校出身。

## 概要
高校の同級生でコンビを結成。当時たいが野呂は、子役としてサンミュージックブレーンに所属しており、ワキユウタは、ハイスクールマンザイに出場していた。
サンミュージックに所属していたが2022年1月に退所し、フリーとして活動。2023年4月1日から吉本興業に所属することを発表した。2023年6月1日より神保町よしもと漫才劇場所属となる。また6月には芸歴5年目以内の若手芸人を対象とした賞レース「UNDER5 AWARD 2023」で準決勝に進出。2025年にはじめて単独ライブ「砦の怪獣」を開催する。同年出場したダブルインパクトでは準決勝に進出した。なおこの年のダブルインパクトのセミファイナリストの中では唯一、M-1グランプリ、キングオブコント双方で準々決勝以上に進出したことがない組であった。

## 芸風
漫才を主軸としている。ツッコミ担当であるワキの技術は粗品（霜降り明星）にも評価されており、粗品主宰のツッコミ芸人のイベントにも招かれている。

## エピソード
- 同期である金魚番長とは仲が良く『漫才鬼』というツーマンライブを開いている[9]。ネタを書いているワキと箕輪で一緒にネタを書いていることもある。
- ワキは2023年に放送された「おもしろ荘」のエキシビションコーナーで「お尻にボールを当てた感触だけでアメフトボールかどうか判断できる」という芸を披露しMVPを獲得している[10]。
- 2025年春にゼロカランから改名しようと考え、「『ゼロカラン』改名ライブ」なるものを開催した[11]。神保町よしもと漫才劇場の芸人たちから様々な案が出たが、結果的に高比良くるまの案である「ゼロカラン」に決定した[12]。

バウンダリー「なんだか」

## 賞レース成績

### コンビ
| 年度             | 結果      | エントリー No. | 会場                         | 日程     | 備考         |
| ---------------- | --------- | -------------- | ---------------------------- | -------- | ------------ |
| 2019年（第15回） | 1回戦敗退 | 862            | よしもと幕張イオンモール劇場 | 9月20日  |              |
| 2020年（第16回） | 2回戦進出 | 1117           | ルミネtheよしもと            | 11月3日  |              |
| 2021年（第17回） | 3回戦進出 | 1367           | よしもと有楽町シアター       | 11月2日  |              |
| 2022年（第18回） | 2回戦進出 | 626            | 雷5656会館ときわホール       | 10月14日 |              |
| 2023年（第19回） | 3回戦進出 | 854            | KANDA SQUARE HALL            | 11月7日  | 1回戦3位通過 |
| 2024年（第20回） | 3回戦進出 | 1748           | KANDA SQUARE HALL            | 11月7日  | 1回戦2位通過 |
| 2025年（第21回） | 2回戦進出 | 1604           |                              |          |              |

### その他賞レース
- 2021年 R-1グランプリ2021 - 準々決勝進出(ワキ)[14]
- 2023年 UNDER5 AWARD 2023 準決勝進出
- 2025年 ダブルインパクト 準決勝進出

## 出演

### テレビ
- ロンドンハーツ（テレビ朝日、2019年5月28日）[15]
- 深夜のハチミツ（フジテレビ）
- おもしろ荘（日本テレビ、2024年1月1日）※ワキのみ
- 金のツカミ（日本テレビ、2024年4月2日）
- チョコプランナー（テレビ朝日、2025年3月9日）
- すっかり にちようチャップリン（テレビ東京、2025年5月10日）
- World HOMERUN Factory Season2～目指せ！世界のヒットメーカー～（BSよしもと、2024年11月14日）
- Rの法則（NHK Eテレ、2012年11月 - 2016年3月28日）[16]　※たいがのみ
- ジモスポ〜かわち・東大阪〜（J:COM、2016年10月[17] - 2019年9月[18]） - MC※たいがのみ
- NHK高校講座 世界史（NHK Eテレ、2020年 - ）[19]※たいがのみ

### CM
- バーガーキング SHIBUYA GHOST STORE編（2019年10月）
- ビレッジハウス　カップル編（2019年12月 - ）※たいがのみ

### ラジオ
- ゼロカランの高校よねんせい（FMあまがさき）
- マイナビ Laughter Night（TBSラジオ、不定期出演） - 2021年8月13日初オンエア[20]
- 同郷のさしみ（stand.fm、2021年11月4日[21] - ）
- 決戦！お笑い有楽城（ニッポン放送、2024年10月7日）